# 小泉悠 (ヴァイオリニスト)
小泉 悠（こいずみ ゆう、1985年4月16日 - ）は、日本のヴァイオリニスト。名古屋フィルハーモニー交響楽団ヴァイオリン奏者。埼玉県狭山市出身。

## 来歴
2008年東京音楽大学を卒業。在学中より、弦楽四重奏、ソリスト、ゲスト演奏、国内プロオーケストラへの客演やレコーディングなど様々な活動を行っている。2008年、2013年、2018年にソロリサイタルを開催、好評を得る。
2013年8月より名古屋フィルハーモニー交響楽団ヴァイオリン奏者。2015年日本演奏連盟主催オーケストラ・シリーズに出演、梅田俊明指揮名古屋フィルハーモニー交響楽団とコルンゴルトのヴァイオリン協奏曲を共演。
2018年名古屋ゾリステンを創設。

## 人物
活動期間：2004年 -
著名使用楽器　Alfonso Della Corte 1875

## 公式サイト
- 小泉 悠 ヴァイオリニスト | 公式サイト